# Котельниковское сельское поселение (Волгоградская область)
Коте́льниковское се́льское поселе́ние — муниципальное образование в составе Котельниковского района Волгоградской области.
Административный центр — посёлок Ленина.

## История
Котельниковское сельское поселение образовано 14 марта 2005 года в соответствии с Законом Волгоградской области № 1028-ОД.

## Население
| 2010  | 2012  | 2013  | 2014  | 2015  | 2016  | 2017  |
| ----- | ----- | ----- | ----- | ----- | ----- | ----- |
| 1465  | ↘1444 | ↘1435 | ↗1446 | ↘1436 | ↘1421 | ↘1417 |
| 2018  | 2019  | 2020  | 2021  |       |       |       |
| ↘1408 | ↘1400 | ↗1403 | ↘1375 |       |       |       |

## Состав сельского поселения
| № | Населённый пункт | Тип населённого пункта          | Население |
| - | ---------------- | ------------------------------- | --------- |
| 1 | Караичев         | хутор                           | 253       |
| 2 | Котельников      | хутор                           | 748       |
| 3 | Ленина           | посёлок, административный центр | 464       |